# 무한전기 포트리스 싸워라! 미션리더
무한전기 포트리스 싸워라! 미션리더는 2003년 경 일본 반다이 GV에서 포트리스2 블루를 기반으로 개발한 게임이다.

## 게임 진행 방법
스테이지 별로 미션이 있으며 미션을 정해진 규칙에 따라 수행해야 한다.
그림으로도 미션을 설명해준다.
게임 엔딩은 포트리스2 광고 내용이다. 다만 링크 접속이 불가능하다.

## 다운로드
회사 폐업으로 인해 내려받을 수 없다.